# Lancia 6Ro
Le Lancia 6Ro - tipo 264 - fut le dernier camion lourd à capot du constructeur italien Lancia V.I.. Ce camion militaire a été lancé en 1947 et restera en fabrication jusqu'en 1953. Pour la première fois, un camion militaire n'était proposé qu'avec une motorisation diesel.

## Histoire du Lancia 6Ro
À peine la Seconde Guerre mondiale terminée, la période de reconstruction commence et  Lancia doit impérativement remplacer son camion de référence qu'était le 3Ro datant de 1933. Les besoins de transport du pays réclamaient un véhicule plus puissant dont le poids total serait de 14 tonnes pour répondre aux concurrents Fiat V.I. et Alfa Romeo V.I.. Durant les années de guerre, les ingénieurs de Lancia avaient étudié et mis au point un nouveau moteur diesel, le tipo 864, mais, à la suite des bombardements intenses des alliés et à la destruction des usines, ce moteur n'avait pas pu être mis en fabrication. Après la remise en état de l'usine de Bolzano en 1947, Lancia lance un nouveau modèle l'Esatau, le premier d'une longue série de camions qui connaîtra un très grand succès commercial.
La première version "A" de l'Esatau était un camion civil de nouvelle conception mais avec encore une forte inspiration esthétique du 3Ro, avec capot. Il inaugurait toutefois une cabine entièrement métallique pouvant accueillir 3 personnes, une nouvelle boîte de vitesses et une installation électrique très fiable. Bien que ses performances ne furent pas exceptionnelles, ce véhicule se démontra très fiable, bien équilibré et d'une utilisation souple permettant des utilisations très différentes, plateau, chantier, citernes, etc.
Dès que l'Italie put recommencer à fabriquer des camions militaires pour reconstruire le potentiel de ses armées, bloquée par les sanctions de guerre, l'armée italienne commanda une version militaire de l'Esatau "A", baptisée 6Ro, qui portera le code militaire ACP48. Ce véhicule sera produit jusqu'en 1953 et restera en service actif pendant 15 ans. Une version 3 essieux sera également fabriquée.

## Caractéristiques techniques du 6Ro
- Moteur : Lancia tipo 864M : placé en position longitudinale avant - 6 cylindres en ligne de 8,245 cm3, diesel quatre temps, injection directe avec chambres de combustion à très haute turbulence, arbre central avec 24 soupapes en tête, culasse en alliage d'aluminium, cylindres en fonte, puissance 122 CV à 2.000 tours par minute.
- Pompe injection à débit variable et lubrification forcée, filtre à cartouche. Circuit de refroidissement avec pompe centrifuge.
- Installation électrique sous 12 V pour l’éclairage et services, sous 24 V per l’allumage, 2 dynamos Marelli, 2 batteries.

Le moteur est fixé sur le châssis avec quatre silentblocs pour supprimer les vibrations transmises sur le groupe boîte-embrayage. Transmission arrière avec différentiel blocable comportant une double réduction (1:7,87) par éléments côniques avec engrenages hélicoïdaux.